# Кестамбер
Кестамбер (фр. Questembert) — коммуна на северо-западе Франции, находится в регионе Бретань, департамент Морбиан, округ Ван, центр кантона Кестамбер. Расположена в 30 км к востоку от Вана, в 97 км к юго-западу от Ренна и в 98 км к северо-запалу от Нанта, в 15 км от национальной автомагистрали N166. В 2 км к северу от центра коммуны находится железнодорожная станция Кестамбер линии Савене-Ландерно.
Население (2019) — 7 862 человека.

## История
Около 890 года король Бретани Ален I Великий и его союзник граф Ренна Юдикаэль в Сражении при Кестамбере разбили норманнов, отступивших сюда после неудачной осады Парижа. Согласно источникам, из 15 тысяч норманнов только 400 или 40 спаслись, бежав к своим кораблям. В 1907 году, в связи с тысячелетием смерти Алена Великого, на площади Гомбо была возведена стела высотой 5 м, призванная увековечить победу бретонского вождя над варварами.
В 1793 году Кестамбер стал местом еще одного сражения, на этот раз в рамках восстания шуанов. Отряд республиканской армии численностью около 300 человек встретился с наступавшими на Кестамбер шуанами численностью около 1200 человек. Лучше вооруженные и имеющие пушку республиканцы отбили нападение повстанцев, убив около 40 человек, после чего остальные разбежались.

## Достопримечательности
- Галлы XVI века
- Шато Эрек XVI века
- Особняк Бельмон XV века
- Церковь Святого Петра

## Экономика
Структура занятости населения:
- сельское хозяйство — 5,0 %
- промышленность — 8,6 %
- строительство — 7,2 %
- торговля, транспорт и сфера услуг — 44,1 %
- государственные и муниципальные службы — 35,1 %

Уровень безработицы (2018) — 11,6 % (Франция в целом — 13,4 %, департамент Морбиан — 12,1 %). 

Среднегодовой доход на 1 человека, евро (2018) — 21 480 (Франция в целом — 21 730, департамент Морбиан — 21 830).

## Демография
Динамика численности населения, чел.

## Администрация
Пост мэра Кестамбера с 2020 года занимает Борис Лемер (Boris Lemaire), член Совета департамента Морбиан от кантона Кестамбер. На муниципальных выборах 2020 года возглавляемый им левый блок одержал победу в 1-м туре, получив 57,23 % голосов.
| Период | Период | Фамилия           | Партия                    | Примечания                                              |
| ------ | ------ | ----------------- | ------------------------- | ------------------------------------------------------- |
| 1959   | 1977   | Жан Гримо         | Независимые республиканцы | предприниматель, депутат Национального собрания Франции |
| 1977   | 1989   | Жан де Керанга    | Разные правые             | лесной эксперт                                          |
| 1989   | 1995   | Бернар Томир      |                           | административный работник                               |
| 1995   | 2014   | Поль Пабёф        | Социалистическая партия   | учитель                                                 |
| 2014   | 2020   | Мари-Анник Мартен | Разные правые             | пенсионерка, член Совета департамента                   |
| 2020   |        | Борис Лемер       | Разные левые              | работник компании Yves Rocher, член Совета департамента |

## Галерея

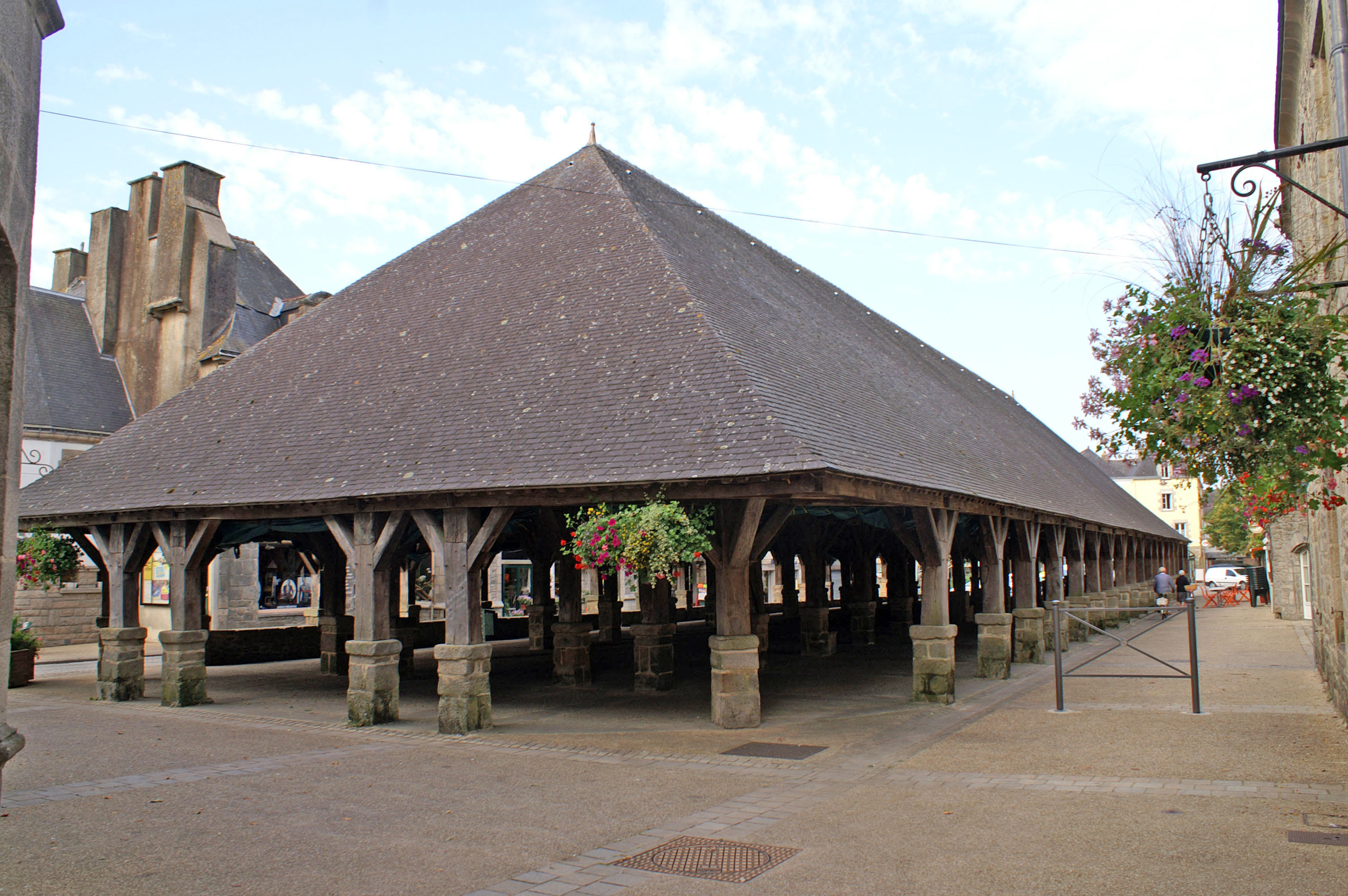
Галлы XVI века
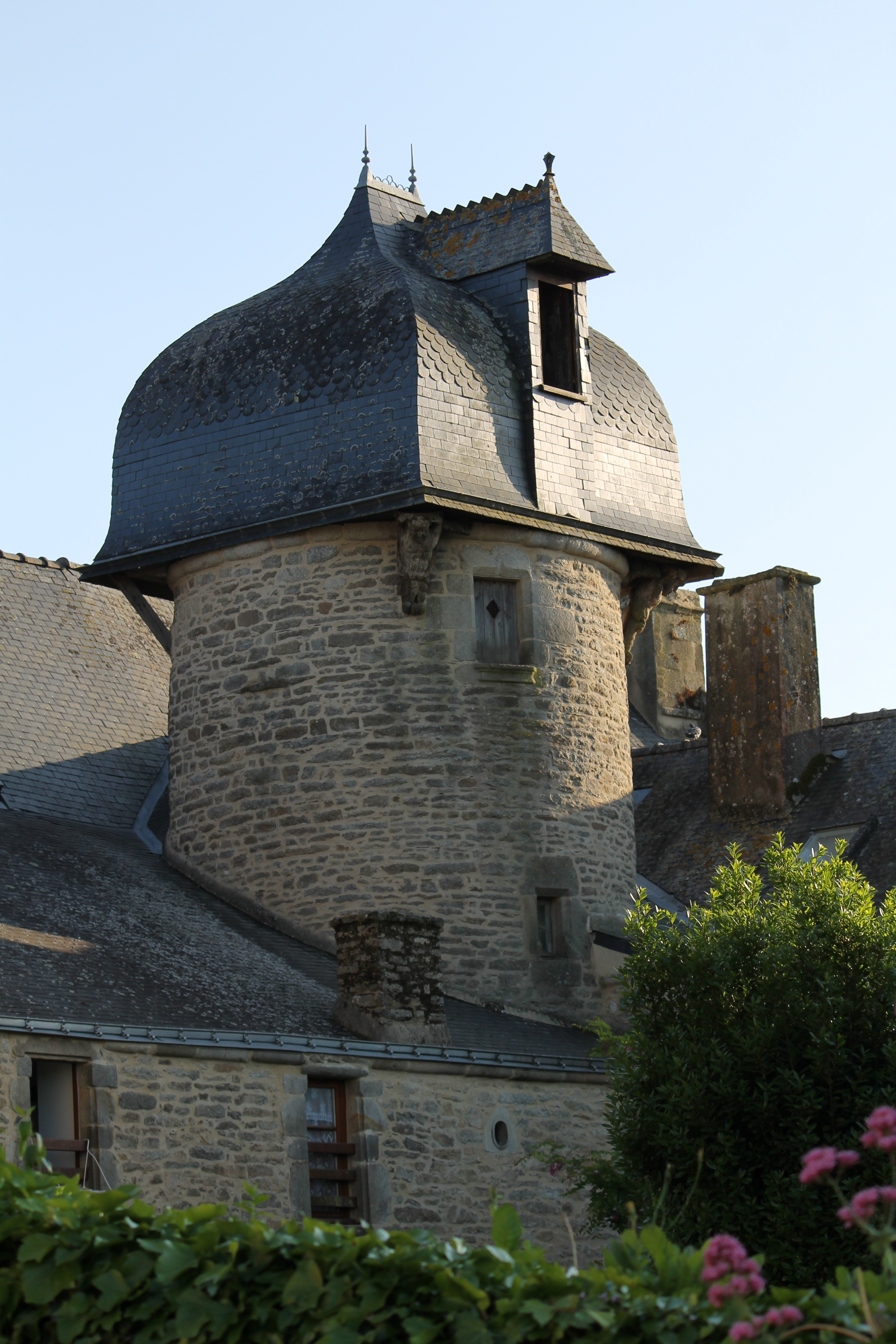
Башня особняка Бельмон